# Elionor de Saxònia-Eisenach
Elionor de Saxònia-Eisenach (en alemany Eleonore von Sachsen-Eisenach) va néixer a Friedewald (Alemanya) el 13 d'abril de 1662 i va morir al palau de Pretzsch el 9 de setembre de 1696. Era una noble alemanya, la primera filla del duc Joan Jordi I (1634-1686) i de Joana de Sayn-Wittgenstein (1632-1701).
Va ser marcgravina de Brandenburg-Ansbach del 1681 al 1686 en casar-se amb Joan Frederic de Brandenburg-Ansbach. Però en quedar vídua va anar a viure a Crailsheim amb els seus fills i amb ben pocs recursos. Més tard esdevingué electriu de Saxònia del 1692 al 1694 com a resultat del seu segon matrimoni amb Joan Jordi IV de Saxònia. Aquest matrimoni va ser forçat per la princesa Anna Sofia de Dinamarca mare de Joan Jordi, per tal que li donés hereus legítims i per apartar-lo de la seva amant Magdalena Sibil·la de Neidschutz. Amb tot, immediatament després d'assumir l'electorat, Joan Jordi va viure obertament amb la seva amant en una altra residència, relegant Elionor a la residència oficial.
Desesperat per poder-se casar amb la seva amant, Joan Jordi va intentar assassinar Elionor, però ho va impedir el seu germà petit, Frederic August. Elionor va patir dos avortaments involuntaris durant el seu matrimoni, l'agost de 1692 i el febrer 1693.

## Matrimoni i fills
El 4 de novembre de 1681 es va casar a Eisenach amb Joan Frederic de Brandenburg-Ansbach (1654-1686), fill d'Albert II de Brandenburg-Ansbach (1620-1667) i de Sofia Margarida d'Oettingen-Oettingen (1634-1664). D'aquest matrimoni en nasqueren:
- Carolina (1683-1737), casada amb Jordi II del Regne Unit (1683-1760).
- Frederic August, nascut i mort el 1685.
- Guillem Frederic (1686-1723), casat amb la princesa Cristina Carlota de Württemberg-Winnental (1694-1729).

El 17 d'abril de 1692 es va tornar a casar a Leipzig amb Joan Jordi IV de Saxònia. Un desventurat matrimoni que no va tenir descendència.